# Avenir (série télévisée)
Pour les articles homonymes, voir Avenir.
Production
Diffusion
Avenir, également orthographié @venir, est une série télévisée française réalisée par Frank Bellocq d'après un scénario de Kev Adams, Daive Cohen, Frank Bellocq et Élodie Hesme, et diffusée en Belgique sur RTL tvi depuis le 22 février 2023 et en France sur TF1 depuis le 27 février 2023.
Cette fiction fantastique est une production de MyFamily (Elisa Soussan) et TF1,, réalisée avec le soutien de la région Île-de-France.

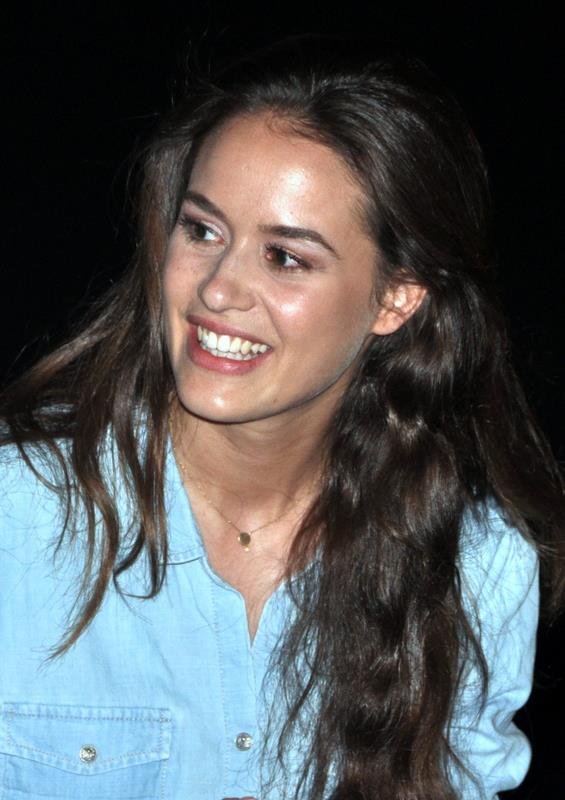
Alice David.

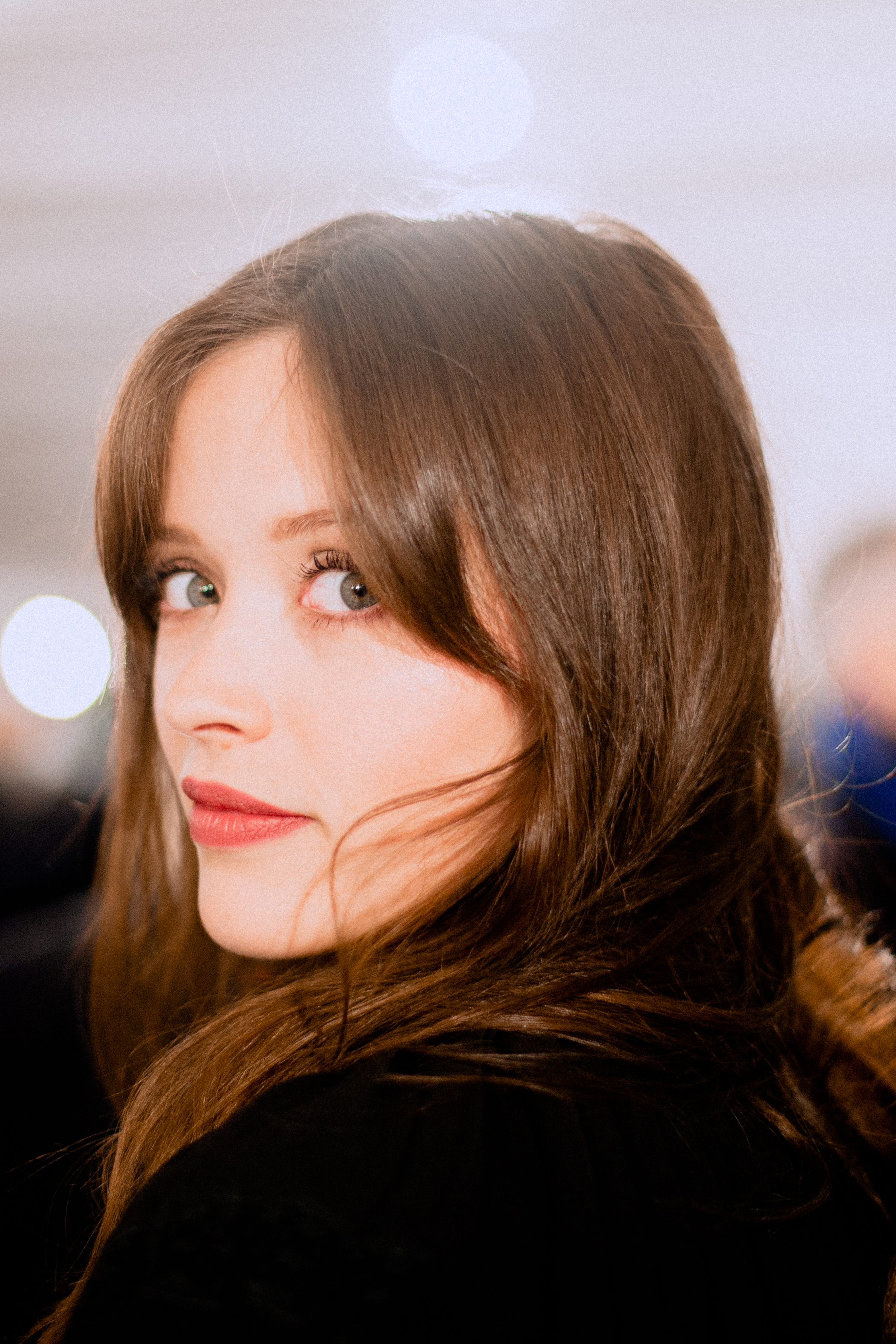
Marilyn Lima.

## Synopsis
Dans le magasin d'électroménager où il travaille, Eliott est un vendeur peu performant qui peine à vendre des frigos et à gagner assez d'argent pour offrir une bague à Émilie, la jeune et belle vendeuse qu'il rêve de demander en mariage,.
Un jour, Kamel, vendeur dans le même magasin, montre à ses collègues comment gagner facilement de l'argent sur un site spécialisé en données qui rachète d'anciennes adresses mail pour quelques centaines d'euros.
Le soir, Eliott se connecte au site VETAM (Vends Ton Adresse Mail) et propose à la vente l'adresse mail qui était la sienne quand il avait 11 ans. Mais un bug informatique se produit, et ce n'est pas VETAM qui lui répond mais le petit Eliott de 11 ans, propriétaire de l'ancienne adresse mail : Eliott commence alors à communiquer avec l'enfant qu'il était en 2001.
Quand il réalise que l'enfant lui parle le 1er septembre 2001, soit le jour de l'accident qui a rendu sa sœur handicapée, Eliott décide d'influer sur le passé pour changer le cours des choses et éviter à Olivia de passer le reste de sa vie en fauteuil roulant,.
Mais changer le passé n'est pas sans risques,,, et Eliott va l'apprendre à ses dépens.

## Distribution

### Les adultes
- Kev Adams : Eliott Martin
- Alice David : Olivia, la sœur d'Eliott
- Natacha Lindinger : Sofia Martin, la mère d'Eliott
- Éric Elmosnino : Bertrand Martin, le père d'Eliott
- Guillaume de Tonquédec : Dr Henri Sax, pédopsychiatre
- Marilyn Lima : Eva Sax
- India De Almeida : Émilie, le grand amour d'Eliott
- Jérémie Dethelot : Camille Bienaimé
- Illyès Salah : Kamel
- Olivier David : Jean-Luc
- Muriel Combeau : Sylvie

### Les enfants
- Madi Meftah et Sohel Meftah : Eliott à 11 ans
- Mahamadou Yaffa : Camille à 11 ans
- Katell Varvat : Eva à 11 ans
- Yéléna Polizzi : Olivia à 15 ans
- Timéo Beasse : Mattias

## Production

### Genèse et développement
La série est créée et coécrite par Kev Adams, Daive Cohen, Frank Bellocq et Élodie Hesme, et réalisée par Frank Bellocq,,,,,,,.
Elle est réalisée par Frank Bellocq, qui avait révélé Kev Adams dans la série Soda et qui l'a mis en scène dans le film Happy Nous Year.
La série consacre le retour au petit écran de Kev Adams qui s'était exclusivement consacré au cinéma depuis 2015, après la fin de la série Soda.
Kev Adams annonce pour cette série « un ton qu'on n'a jamais vu sur TF1 ». Le magazine Première annonce de son côté la série comme « Quelque part entre Vortex, la récente série de France 2 avec Tomer Sisley, L'Effet Papillon (avec Ashton Kutcher) et Fréquence interdite (avec Denis Quaid) ».

### Attribution des rôles
Kev Adams explique comme suit à Jean-Marc Verdrel, du site Coulisses.tv, son implication dans le projet « L'auteur principal, Daive Cohen, murissait cette idée depuis des années. J'avais déjà eu la chance de travailler avec lui sur différents films : Les nouvelles aventures d'Aladin, Love Addict… Quand il m'a parlé d'Avenir, j'ai été immédiatement séduit. J'ai trouvé l'idée surprenante et peu habituelle à la télévision française. J'avais absolument envie d'en être. Je n'avais plus tourné dans une série depuis Soda et ce projet, mélangeant différents genres, était idéal pour revenir sur le petit écran. Participer à l'écriture et à la création de cet univers et des personnages a été un vrai bonheur. Il a fallu du temps pour trouver le ton juste mais ce travail a été très instructif. Prendre part à chaque étape de ce projet et le voir grandir petit à petit m'a donné encore plus de plaisir à jouer. Je suis très fier de cette série ».
Quand Jean-Marc Verdrel lui demande s'il a participé au casting, l'acteur répond « Même si c'est le réalisateur, Frank Bellocq, qui a fait le choix final, j'ai pu suggérer des noms. J'étais très emballé quand il m'a dit ceux auxquels il pensait. Je suis un grand fan de Guillaume de Tonquédec, d'Eric Elmosnino et de Natacha Lindinger. Bénéficier de ce casting très prestigieux, à faire pâlir des films de cinéma, est une grande fierté ».

### Tournage
Le tournage de la série a lieu en Île-de-France du 13 juin au 30 septembre 2022, avec une interruption du 30 juillet au 15 août,.

### Fiche technique
Sauf indication contraire, les informations mentionnées dans cette section peuvent être confirmées par les bases de données cinématographiques IMDb et Allociné,  présentes dans la section « Liens externes ».
- Titre français : Avenir
- Genre : Drame fantastique
- Production : Elisa Soussan[1],[2] et Kev Adams
- Sociétés de production : MyFamily et TF1[1],[2]
- Réalisation : Frank Bellocq[1],[9],[2],[10],[12]
- Scénario : Kev Adams, Daive Cohen, Frank Bellocq et Élodie Hesme[7],[2],[10]
- Musique : Simon Says
- Montage: Jessica Allard, Thomas Dessane, Olivier Gourlay
- Décors : Jacky Hardouin
- Pays de production :  France
- Langue originale : français
- Format : couleur
- Nombre de saisons : 1
- Nombre d'épisodes[1],[7] : 6
- Durée : 52 minutes[1],[2],[7]
- Dates de première diffusion :
  - Belgique : 22 février 2023 sur RTL tvi[14],[15],[3]
  - Suisse : 24 février 2023 sur RTS Un
  - France : 27 février 2023 sur TF1[2],[10],[12],[11]

## Épisodes
1. Eliott
2. Olivia
3. Eva
4. Émilie
5. Sofia
6. Sax

## Accueil

### Audiences et diffusion

#### En Belgique
En Belgique, la série est diffusée les mercredis vers 20 h 35 sur RTL tvi par salve de deux épisodes du 22 février au 8 mars 2023,,,,.
| Épisode              | Diffusion                | Diffusion            | Audience moyenne          | Audience moyenne | Réf.   |
| Épisode              | Jour                     | Horaire              | Nombre de téléspectateurs | Classement       | Réf.   |
| -------------------- | ------------------------ | -------------------- | ------------------------- | ---------------- | ------ |
| 1                    | Mercredi 22 février 2023 | 20 h 35 - 21 h 30    | 195 435                   | 2e               | [ 15 ] |
| 2                    | Mercredi 22 février 2023 | 21 h 30 - 22 h 25    | 195 435                   | 2e               | [ 15 ] |
| 3                    | Mercredi 1er mars 2023   | 20 h 35 - 21 h 30    | 173 858                   | 2e               | [ 16 ] |
| 4                    | Mercredi 1er mars 2023   | 21 h 30 - 22 h 25    | 173 858                   | 2e               | [ 16 ] |
| 5                    | Mercredi 8 mars 2023     | 20 h 35 - 21 h 30    | 120 541                   | 3e               | [ 17 ] |
| 6                    | Mercredi 8 mars 2023     | 21 h 30 - 22 h 25    | 120 541                   | 3e               | [ 17 ] |
|                      |                          |                      |                           |                  |        |
| Moyenne de la saison | Moyenne de la saison     | Moyenne de la saison | 163 111                   |                  |        |

- Les plus hauts chiffres d'audience
- Les plus bas chiffres d'audience

#### En France
En France, la série est diffusée les lundis vers 21 h 10 sur TF1 par salve de deux épisodes du 27 février au 13 mars 2023.
| Épisode              | Diffusion             | Diffusion            | Audience moyenne          | Audience moyenne                       | Audience moyenne         | Audience moyenne | Réf.   |
| Épisode              | Jour                  | Horaire              | Nombre de téléspectateurs | Part de marché (sur les 4 ans et plus) | Part de marché (FRDA-50) | Classement       | Réf.   |
| -------------------- | --------------------- | -------------------- | ------------------------- | -------------------------------------- | ------------------------ | ---------------- | ------ |
| 1                    | Lundi 27 février 2023 | 21 h 10 - 22 h 05    | 3 218 000                 | 15,2 %                                 | 32,5 %                   | 2e               | [ 18 ] |
| 2                    | Lundi 27 février 2023 | 22 h 05 - 23 h 15    | 2 489 000                 | 15,4 %                                 | 32,5 %                   | 2e               | [ 18 ] |
| 3                    | Lundi 6 mars 2023     | 21 h 10 - 22 h 05    | 2 810 000                 | 12,9 %                                 | 28,7 %                   | 2e               | [ 19 ] |
| 4                    | Lundi 6 mars 2023     | 22 h 05 - 23 h 15    | 2 550 000                 | 14,8 %                                 | 28,7 %                   | 2e               | [ 19 ] |
| 5                    | Lundi 13 mars 2023    | 21 h 10 - 22 h 05    | 2 683 000                 | 12,9 %                                 | 30,7 %                   | 2e               | [ 20 ] |
| 6                    | Lundi 13 mars 2023    | 22 h 05 - 23 h 15    | 2 247 000                 | 14,8 %                                 | 30,7 %                   | 2e               | [ 20 ] |
|                      |                       |                      |                           |                                        |                          |                  |        |
| Moyenne de la saison | Moyenne de la saison  | Moyenne de la saison | 2 666 000                 | 14,3 %                                 | 30,6 %                   | 2e               | [ 21 ] |

- Les plus hauts chiffres d'audience
- Les plus bas chiffres d'audience

### Accueil critique
Le magazine Télé 7 jours estime que la série est moderne et portée par des comédiens talentueux.
Pour l'hebdomadaire Télé Star, cette série propose « un Retour vers le futur à la sauce française qui est appétissant ».
Le magazine Télé 2 semaines donne 2 étoiles à la série et souligne « une intrigue prenante et un casting intéressant ».
De son côté, l'hebdomadaire Télécâble Sat Hebdo donne 3 étoiles à la série tout en trouvant « qu'un peu plus de rythme aurait été le bienvenu ».